# 虹之松原站

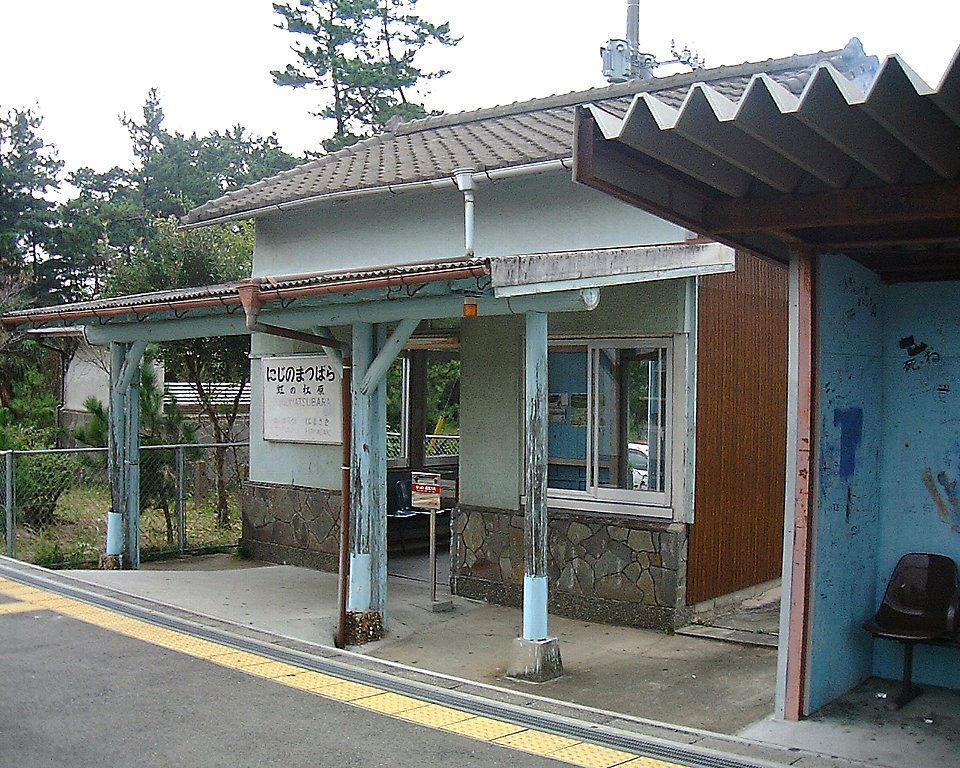
車站大樓

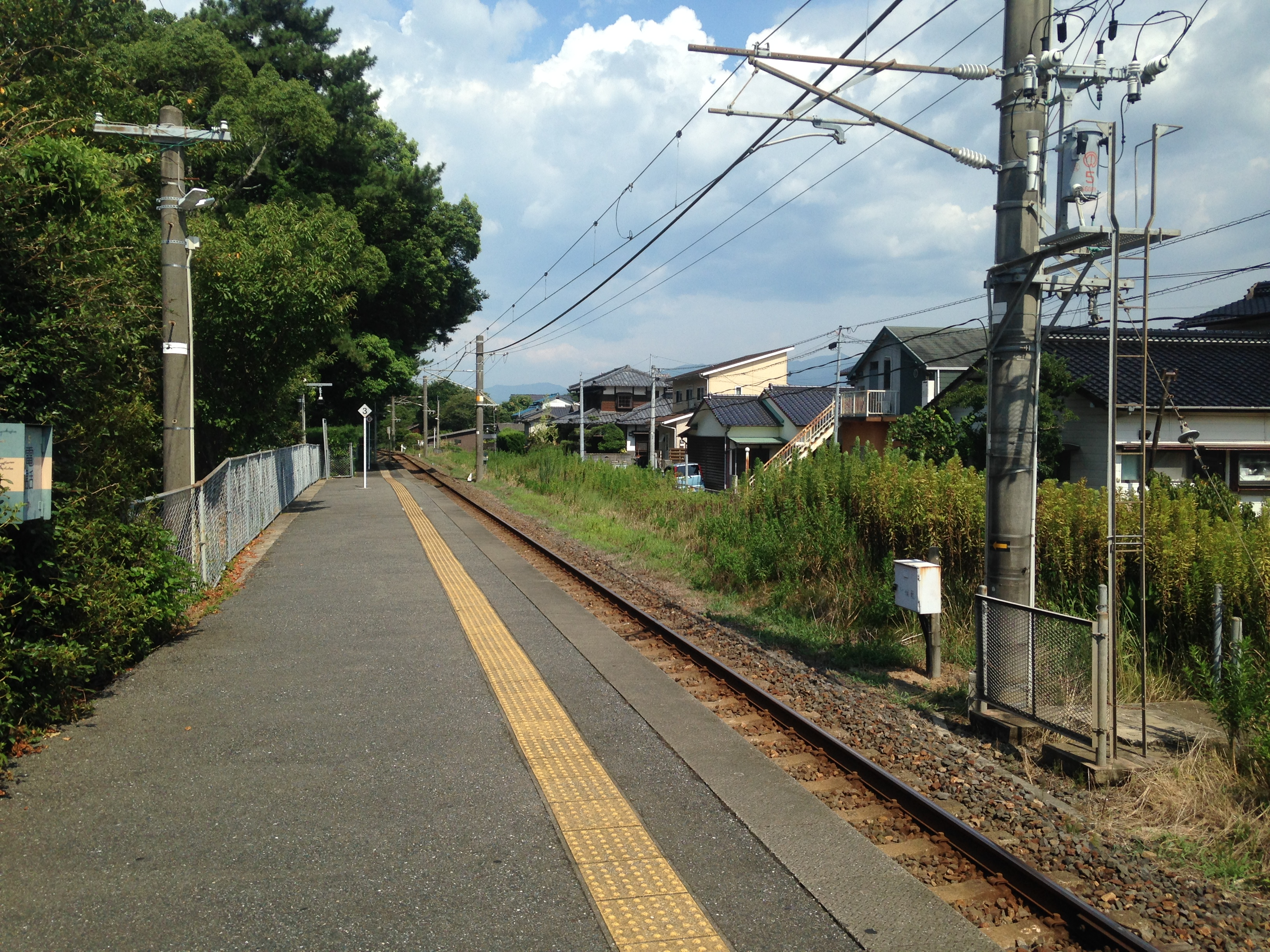
月台(2016年8月)

虹之松原站（日语：／ Nijinomatsubara eki */?）是位於佐賀縣唐津市鏡虹町，九州旅客鐵道（JR九州）的筑肥線車站。車站編號為JK17。車站以位於附近的天然地虹之松原而命名。

## 歷史
- 1924年7月7日：北九州鐵道（日语：北九州鉄道）濱崎站至此站之間開通，此站啟用。當時車站名稱為虹之松原站。
- 1925年6月15日：北九州鐵道此站至東唐津站（第一代）之間開通。
- 1937年10月1日：北九州鐵道被國有化，成為鐵道省筑肥線。同時改名為虹之松原站。
- 1987年4月1日：隨國鐵分割民營化，車站由九州旅客鐵道（JR九州）營運[1]。
- 2010年3月13日：可以使用IC卡「SUGOCA」[2]。
- 2024年12月7日～2025年6月30：因應JR九州與任天堂的共同企劃，本站被選為佐賀縣的「皮克敏車站」，站房車站名牌亦換成為以皮克敏為主題的設計[3][4][5][6]。

## 車站構造
車站是一座地面車站，設有1面1線的單式月台。現時的車站大樓是由舊大樓縮小規模而成。
曾經於站前商店可購買車票，當時為簡易委託車站，隨著商店結業，此站成為無人車站。此站設有自動售票機。此站可使用IC卡「SUGOCA」。

## 使用狀況
在2011年度，1日平均乘車人次為142人
| 乘車人次變化 | 乘車人次變化 |
| 年度         | 1日平均人次  |
| ------------ | ------------ |
| 2000年       | 216          |
| 2001年       | 229          |
| 2002年       | 219          |
| 2003年       | 186          |
| 2004年       | 171          |
| 2005年       | 157          |
| 2006年       | 152          |
| 2007年       | 139          |
| 2008年       | 130          |
| 2009年       | 130          |
| 2010年       | 144          |
| 2011年       | 142          |

## 相鄰車站
九州旅客鐵道（JR九州）
筑肥線
■快速
通過
■普通
濱崎（JK16）－虹之松原（JK17）－東唐津（JK18）

## 外部連結
- JR九州虹之松原站（日語）
- JR九州 - 「PIKMIN×JR九州～探索神奇的九州星球～」專頁（日語）